# Le Bateau ivre (film, 1927)
Pour les articles homonymes, voir Bateau ivre.
Pour plus de détails, voir Fiche technique et Distribution.
Le Bateau ivre (Twelve Miles Out) est un film américain réalisé par Jack Conway sorti en 1927.

## Synopsis
Jerry Fay est un bootlegger qui s'est approprié le siège de la société d'une jeune fille, June en raison de ses activités illicites. Mais Jane commence à tomber amoureuse de Jerry.

## Fiche technique
- Titre : Le Bateau ivre
- Titre original : Twelve Miles Out
- Réalisation : Jack Conway
- Scénario : A.P. Younger d'après une pièce de William Anthony McGuire
- Intertitres : Joseph Farnham
- Production : Irving Thalberg (non crédité)
- Société de production : MGM
- Image : Ira H. Morgan
- Montage : Basil Wrangell (de)
- Direction artistique : Cedric Gibbons
- Costumes : René Hubert
- Pays : États-Unis
- Genre : Drame
- Durée : 85 minutes
- Format : Noir et blanc - film muet
- Date de sortie :
  - États-Unis : 9 juillet 1927

## Distribution
- John Gilbert : Jerry Fay
- Ernest Torrence : Red McCue
- Joan Crawford : Jane
- Eileen Percy : Maizie
- Paulette Duval : Trini
- Dorothy Sebastian : Chiquita
- Gwen Lee : Hulda
- Edward Earle : John Burton
- Bert Roach : Luke
- Tom O'Brien : Irish